# Leh

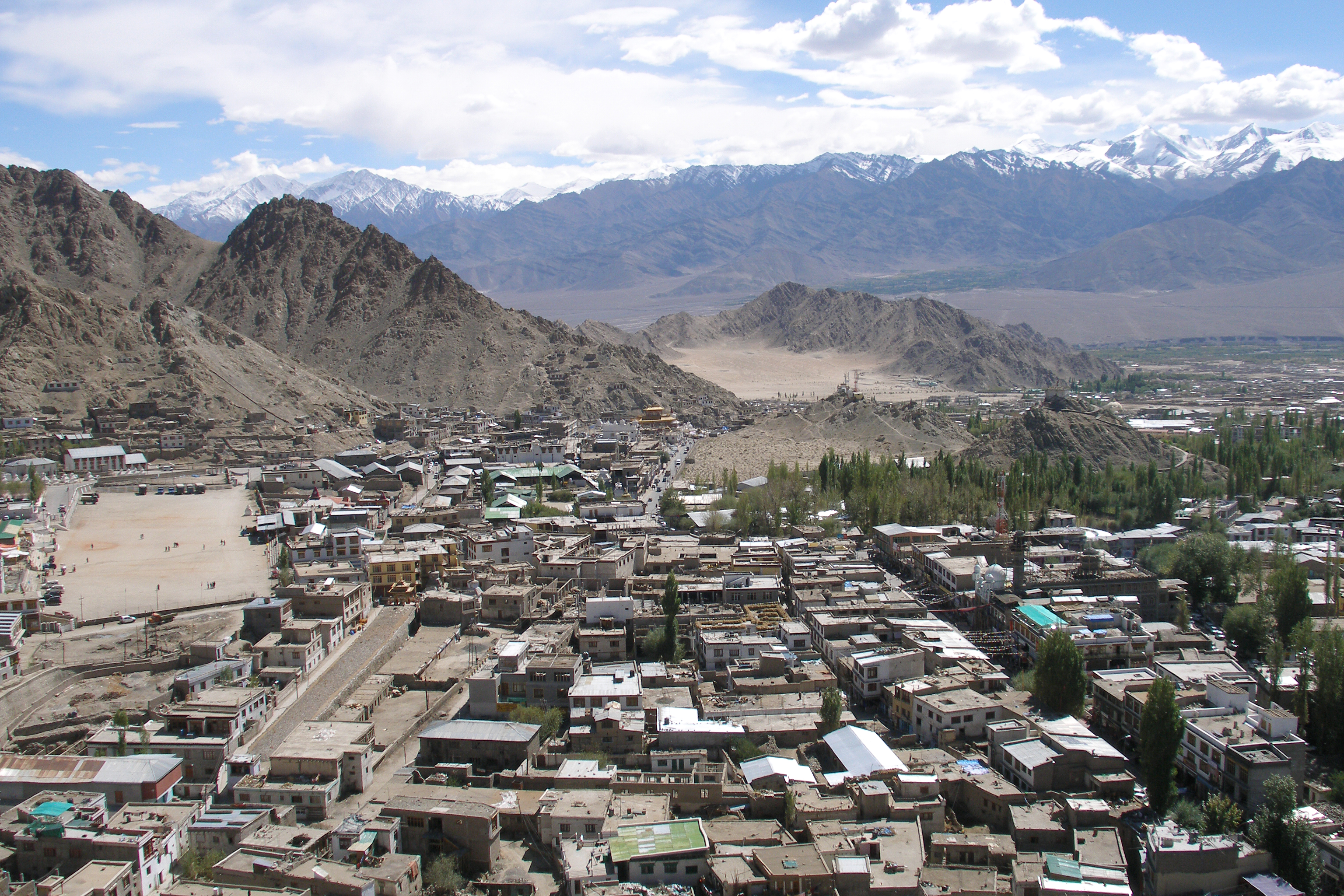
Utsikt över Leh.

Leh är en stad i det indiska unionsterritoriet Ladakh. Staden är tillsammans med Kargil territoriets huvudstad, och är huvudort för ett distrikt med samma namn. Folkmängden uppgick till 30 870 invånare vid folkräkningen 2011.
Leh är beläget vid floden Indus och var en gång huvudstad i det ladakhiska kungadömet i Himalaya. Staden är ett regionalt centrum för tibetansk kultur och domineras av ruinerna av Lehpalatset i dzongstil där kungafamiljen residerade. Palatset byggdes samtidigt och i samma stil som Potalapalatset i Lhasa. Leh är beläget 3 500 m ö.h..
Staden betjänas av Kushok Bakula Rimpochhe Airport och fungerar som utgångspunkt för spaning efter snöleopard i Hemis National Park, söder om Leh.